# Dave Jaggar
David Jaggar (Christchurch, 4 de fevereiro de 1967) é um cientista da computação, responsável pelo desenvolvimento da arquitetura ARM entre 1992 e 2000, redefinindo-a de um processador de estação de trabalho de baixo custo para o processador de sistema embarcado dominante.

## Infância e formação
Estudou na Universidade de Canterbury, onde obteve o bacharelado em ciência da computação em 1987 e um Master of Science em 1991. Sua dissertação de mestrado foi intitulada A Performance Study of the Acorn RISC Machine, em que expôs as deficiências dos primeiros projetos ARM.

## Carreira
Jaggar ingressou na ARM com sede em Cambridge em junho de 1991, como programador e inicialmente desenvolveu o simulador de conjunto de instruções ARMulator. É o designer do microprocessador ARM7 e arquiteto dos processadores ARM7D, ARM7DM e ARM7TDMI. Também é o arquiteto do processador ARM9TDMI, tendo derivado essa família do StrongARM da DEC. É o autor do ARM Architecture Reference Manual. Em 1996 fundou o centro de design ARM Austin, onde projetou a família ARM10, a unidade de ponto flutuante vetorial VFP (Vector Floating Point) e arquiteturas de sistema e depuração ARMv5.

## Prêmios e honrarias
Jaggar recebeu o Prêmio Maxwell IEEE de 2019, juntamente com David Flynn, por "contribuições para o desenvolvimento de novas arquiteturas RISC (Reduced Instruction Set Computer) adotadas em mais de 100 bilhões de núcleos de microprocessador em todo o mundo".